# لوني بروكس
لوني بروكس (بالإنجليزية: Lonnie Brooks)‏ هو عازف قيثارة ومغني وموسيقي أمريكي، ولد في 18 ديسمبر 1933 في مقاطعة سانت لاندري في الولايات المتحدة، وتوفي في 1 أبريل 2017 في شيكاغو في الولايات المتحدة.

## وصلات خارجية
- الموقع الرسمي
- لوني بروكس على موقع IMDb (الإنجليزية)
- لوني بروكس على موقع ميوزك برينز (الإنجليزية)
- لوني بروكس على موقع ميوزك برينز (الإنجليزية)
- لوني بروكس على موقع أول ميوزيك (الإنجليزية)
- لوني بروكس على موقع ديسكوغز (الإنجليزية)